# Isla Crane
La isla Crane es una isla del archipiélago de las islas San Juan, situadas en el estrecho de Georgia. Es un área no incorporada ubicada en el condado de San Juan en el estado estadounidense de Washington. La isla posee un área de 0.956 km² y una población de 20 personas, según el censo de 2000.[cita requerida] Se encuentra al suroeste de la isla Orcas y al noroeste de la isla Shaw.